# 林隆夫
林 隆夫（はやし たかお、1949年 - ）は、日本の数学者。専門は、数学史、科学史、インド学。

## 経歴
1949年新潟県に生まれる。東北大学理学部数学科、同大学院で修士を取得し、1977年から京都大学大学院文学研究科に在籍、インド数学史の研究を始める。日本学術振興会の奨学金を得て、1979年からブラウン大学大学院数学史科に留学した。プロヴィデンスにいたのは1979年から1981年までの3年間であったが、同科では当時、ノイゲバウアー、サックス、ピングリー、トゥーマーが活躍していた。のちに林は、彼らと共に文献学に基づいた数学史研究の訓練ができたことが幸運だったと回想した。その後、アメリカ・インド学研究所の奨学金を得て、アラーハーバード大学メータ数理物理学研究所に研修員として渡印し、1982年から1983年までの1年間、サンスクリット数学写本の調査をした。
1985年にブラウン大学大学院数学史科から Ph.D を取得した。1986年に同志社大学工学部の講師になる。

### 研究
この時期より、楠葉隆徳と矢野道雄と、南アジアの数学史に関する共同研究を始めた。共同研究はサンスクリットで著された数学書・天文学書の講読の形式で行われ、原典の解読という困難で地道な作業を伴うものであったが、十数年を経て『インド数学研究』（恒星社厚生閣）の出版に結実した。『インド数学研究』は日本数学会第1回出版賞（2005年）を受賞した。
同志社大学では、助教授（1989年）、工学部の理工学部への統合に伴う移籍（1993年）、教授（1995年）を経て、退職及び名誉教授（2015年）。退職の少し前に在職していた京田辺市のハリス理化学研究所（同志社大学理工学部の一研究施設）科学史研究室においては、研究室の研究テーマを、「インド数学の歴史をサンスクリット、プラークリットなどの言語で書かれた原典資料に基づいて総体的に明らかにすること」、「インド数学の歴史をインド文化史の中に正しく位置づけること」、「インド数学の歴史を世界の数学史の中に正しく位置づけること」としている。研究テーマに基づき、一般向けに『インドの数学　ゼロの発明』を著した。
2016年10月に、12世紀の数学者、バースカラIIの代数学書『ビージャガニタ』と、それに対する16世紀の数学者、クリシュナの注釈書『ビージャバッラヴァ』の緻密な日本語訳を行い、関連事項を補った包括的研究書『インド代数学研究』を出版した。佐々木力（科学史学者、中部大学特任教授ほか）は、『インド代数学研究』書評で、本書の「学問的重要さは比類のないもの」であると述べ「第一級の学問的仕事の成果がここにある」と述べた。

## 著書
- 『インドの数学　ゼロの発明』 中公新書、1993年。ちくま学芸文庫、2020年9月
- 楠葉隆徳・矢野道雄 共著『インド数学研究』 恒星社厚生閣、1997年、オンデマンド版2016年
- 『インド代数学研究』 恒星社厚生閣、2016年
- 『インド算術研究　『ガニタティラカ』＋シンハティラカ注全訳と注』 恒星社厚生閣、2019年7月